# Крысановы
Крысановы — опустевшая деревня в составе Мурашинского района Кировской области. 

## География
Находится на расстоянии примерно 20 километров по прямой на юго-запад от районного центра города Мураши.

## История
Деревня известна с 1873 года, когда здесь было учтено  дворов 6 и жителей 50, в 1905 году 16 и 83, в 1926 19 и 91, в 1950 18 и 72, в 1989 году 6 жителей. До 2021 года входила в Мурашинское сельское поселение Мурашинского района, ныне непосредственно в составе Мурашинского района.

## Население
Постоянное население  составляло 9 человек (русские 100%) в 2002 году, 0 в 2010.